# Ceratocymba leuckartii
Ceratocymba leuckartii is een hydroïdpoliep uit de familie Abylidae. De poliep komt uit het geslacht Ceratocymba. Ceratocymba leuckartii werd in 1859 voor het eerst wetenschappelijk beschreven door Huxley. 